# آيت طوطس (تاونزا)
آيت طوطس هي إحدى مشيخات المملكة المغربية، تتبع جغرافيا لإقليم أزيلال وإداريًا لتاونزا. يقدر عدد سكانها بـ 2496 نسمة حسب الإحصاء الرسمي للسكان والسكنى لسنة 2004.